# Alexandru Lungu (paleontolog)
Alexandru Lungu (n. 1 septembrie 1936, Prodăneștii Vechi, județul Soroca, Basarabia, România – d. 30 iulie 2011) a fost un paleontolog moldovean, cunoscut pentru cercetări ale depozitelor sarmațiene pe teritoriul Republicii Moldova și descoperirea speciilor fosile de mamifere de vârstă Miocenă (Neogen). 

## Biografie
Alexandru Lungu s-a născut la 1 septembrie 1936 în satul Prodăneștii Vechi (județul Soroca, România), în prezent raionul Florești. După absolvirea școlii medii din satul Cotiujenii Mari în 1955, și-a efectuat studiile superioare la Institutul Pedagogic de Stat „Taras Shevchenko” din Tiraspol, la specialitatea Geografie și biologie. Alexandru Lungu a continuat studiile postuniversitare la Institutul Paleontologic al Academiei de Științe a URSS, între anii 1963-1966. Titlul de doctor a obținut prin susținerea tezei intitulată „Fauna de Hipparion a Sarmațianului mijlociu al Moldovei”, conducător științific fiind renumitul paleontolog sovietic, profesor Konstantin Flerov.
Între anii 1966-1967, Alexandru Lungu a activat la Secția de Paleontologie și Stratigrafie a Academiei de Științe a RSSM, iar apoi a revenit la ocupația sa pedagogică. În 1980 este numit șef la Catedra Geografie Fizică Generală a Institutul Pedagogic de Stat „Taras Shevchenko”, funcție deținută până în 1986.
În 1990, a obținut titlul de doctor habilitat, cu teza: „Etapele timpurii ale dezvoltării a faunei de Hipparion pe marginea continentală a Mării Paratetis”, elaborată sub îndrumarea paleontologului georgian ‪Leo Gabunia.
Separarea Transnistriei (cu capitala la Tiraspol) de Republica Moldova în 1992, însoțită de un conflict armat, a dus la evacuarea a unei părți a Institutului Pedagogic din Tiraspol în Chișinău, fără posibilitatea de transportare a colecție științifică de fosile. Totodată, la Chișinău a fost reînființată Catedra de Geografie Fizică Generală în cadrul Universității de Stat din Tiraspol (refugiată la Chișinău). În aceste circumstanțe, șef al catedrei fiind numit profesorul Alexandru Lungu.

## Activitatea științifică
Alexandru Lungu este autorul a peste 130 de lucrări științifice, inclusiv lucrări originale, revizuiri și monografii. Multe dintre aceste lucrări, în special referitoare la fauna de Hipparion din Sarmațianul Mijlociu al Moldovei, sunt cunoscute și citate pe scară largă până în prezent. De asemenea, a participat la numeroase expediții paleontologice și a colaborat cu diverși paleontologi europeni bine cunoscuți, contribuind în mod substanțial la sistematizarea și descrierea morfologică a faunei de mamifere fosile, paleogeografia și paleoecologia ale Miocenului superior al Europei de Est.

## Activitatea didactică
Profesorul Alexandru Lungu a fost titular de curs, ținând prelegeri și realizând ore practice în educarea noii generații de paleogeografi și geologi, a fost conducător al tezelor de doctorat și habilitat. De asemenea, a contribuit la elaborarea de manuale academice, atlase și alte lucrări de referințe pentru studenți și elevi.

## Distincții
- Ordinul „Gloria Muncii” (1996)
- „Om Emerit” (2010)